# Notholca intermedia
Notholca intermedia is een raderdiertjessoort uit de familie Brachionidae. De wetenschappelijke naam van deze soort is voor het eerst geldig gepubliceerd in 1917 door Voronkov.